# マドレーヌ・ポーリアック
マドレーヌ・ポーリアック（フランス語: Madeleine Pauliac, 1912年9月17日 - 1946年2月13日）はフランス出身の医師。映画『夜明けの祈り』(Les Innocentes)の主人公である女医マチルドのモデルである
。

## 生涯
1912年9月17日、フランスのヴィルヌーヴ＝シュル＝ロットで生まれる。(映画の設定とは違い、共産主義者や無神論者ではない)1916年、父親のロジェはヴェルダンの戦いで死去した。1939年、パリの病院の気管切開の専門医であった27歳の時にレジスタンス運動に参加。同盟国の落下傘部隊への支援活動や、パリの開放、ヴォージュとアルザスの軍事活動に参加した。
1945年初頭にモスクワのフランス大使カトルー将軍の命令により、中尉医務官としてモスクワで働く。同年4月、ポーランドのワルシャワにあるフランス赤十字のチーフドクターに任命される。第二次世界大戦後のポーランド全土とソ連の一部地域でフランス軍兵士の帰還任務に携わる。帰還任務は女性で構成されている赤十字のボランティア部隊の協力のもとで果たされ、200件に達する任務を果たす。この状況下、ポーリアックはポーランド人女性へのソ連兵による事件を知る。ポーリアックは被害に遭った女性たちを心身共に助け、修道院を救う手助けをした。
1946年2月13日、ワルシャワ近郊のソハチェフで任務遂行中に自動車事故に遭い死去(33歳)。ポーランドで葬儀が執り行われ、フランス外交団全員が出席した。ポーリアックは故郷のヴィルヌーヴ＝シュル＝ロットのサン・テティエンヌ墓地に埋葬された。死後、戦争十字架1939-1945(騎士の階級と同等)|と共にレジオンドヌール勲章が授与された。